# 朱充煟
吉阳顺僖王朱充煟（16世纪—1613年），明朝吉阳端惠王朱俊槿的庶长子，明朝第三代吉阳王。
《明史》載朱充煟万历十四年（1586年）袭封，万历四十一年（1613年）薨。但《明神宗顯皇帝實錄卷三百二十》載，萬曆二十六年（1598年）三月，明神宗遣行人柯維蓁、李璠分別掌行吳江王朱勛淯和朱充煟的喪禮。其时去世的或为其父朱俊槿。
万历四十三年（1615年），朱充煟的庶长子朱廷埢袭封为吉阳王，但未收到册封诏书就已去世。